# Primo Angeli
Primo Angeli (* 5. Mai 1906 in Mailand; † 25. Oktober 2003 in München) war ein italienischer Jazz- und Unterhaltungsmusiker (Piano, Hammondorgel).

## Leben und Wirken
Angeli studierte Musik in Bologna am Liceo Musicale; er begann sich für den Jazz zu interessieren und geriet in Kontakt mit Tullio Mobiglia, Alfredo Marzaroli, Mario Balbo und weiteren gleichgesinnten Musikern. Dann wurde er Mitglied im Orchester von Nanni dal Dello, mit dem er auf Tournee ging. 1937, während einer Gastspielreise in Deutschland, nahm das Orchester sechs Titel für Odeon auf. Dann verließ Angeli das Orchester, um bei Albert Vossen und dann bei Eugen Henkel zu spielen. Als Teil der Berliner Szene nahm er an Plattenaufnahmen von Willy Berking, Hans Rehmstedt, Friedrich Meyer-Gergs, Hans Georg Schütz, Heinz Burzynski, Willi Stanke und der Goldenen Sieben teil. Ab Ende 1940 nahm er mit der Propagandaband Charlie and His Orchestra auf, in der Lutz Templin die Elite des europäischen Jazz versammelte, Angeli aber spielerisch herausragte: „Eine Spitzenleistung“ war dabei die Einspielung des Stücks Cymbal Promenade von Freddie Brocksieper, „eine Produktion aus dem Nazi-Berlin von 1943, die beim heutigen Zuhören Rock-’n’-Roll-Assoziationen auslöst. Primo Angeli spielte Brocksiepers Boogie-Harmonien auf dem Cembalo“. Sie gilt als „Meisterwerk des deutschen Jazz jener Zeit“. Weitere Aufnahmen aus dieser Zeit mit den Bands von Benny de Weille und Franz Kleindin zeigen ihn „als exzellenten Teddy-Wilson-Epigonen.“ Außerdem spielte er mit eigener Combo, mit der auch Coco Schumann als 16-Jähriger jammte, und mit Alfio Grasso.
Nach der Niederschlagung des Nationalsozialismus arbeitete Angeli mit seiner Frau, der Sängerin Henriette Schäffler, in Soldatenclubs der US-Armee; dann betätigte er sich als Organist im Hotel Frankfurter Hof. Er zog dann nach München, wo er für den Bayerischen Rundfunk tätig war und eine Orgelschule eröffnete.

## Lexikalische Einträge
- Jürgen Wölfer: Jazz in Deutschland. Das Lexikon. Alle Musiker und Plattenfirmen von 1920 bis heute. Hannibal, Höfen 2008, ISBN 978-3-85445-274-4.